# 教育学

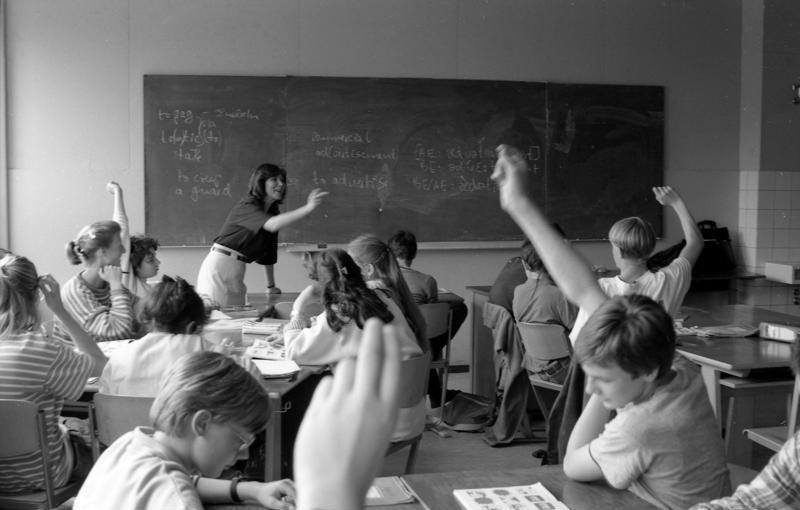

教育学（きょういくがく、英: Pedagogy, Studies of Education、独: Pädagogik, Erziehungswissenschaft）は、教育に関する研究、または教育という事象を対象とする学問。

## 概要
教育学には、学習者（こどものみならず成人も含む）、教育施設（学校）、教育技術（教授法）、教育課程、教育評価、教育制度、教育に関する権利・義務、教育行政・教育法令、教育に関する理念や歴史などについての理論的・実践的研究が含まれる。第二次世界大戦以前は「教育学」という語で教育心理学や教育社会学などと区別された教育の現象や理念に関する一般的な思弁的研究を指していたことから、現在でもそのような意味で用いることがある。
教育学は翻訳語であるが、その元となった単語の1つであるpedagogyは、元々ギリシア語で「こども」を意味するpaidosと「導く」を意味するagoから作られたpaidagogikeに由来する。当時の哲学的な教育に関する研究を経て、時代を重ねることによって、教育学の領域は拡大してきた。それに伴って、教育の研究が科学的な手法に基づくべきであるという教育科学の概念も生じている。また、一部では「こどもの教育学 (pedagogy)」（ペダゴジー）と「大人の教育学 (andragogy)」（アンドラゴジー）とを対比させるむきもある。なお、pedagogyは、現在の英語圏では教授学・教授法の意味で用いられることが多く、教育学一般を意味するには教育そのものと同じeducationや教育の研究を意味するeducational researchなどが用いられることが多い。
教育学は、基本的には、よりよく生きることのできる人間を育成する活動という研究対象によって定義され、研究方法によって定義される学問ではない。教育学は、哲学・歴史学・社会学・心理学・法学・行政学・経営学などの諸学問を基礎に据え、あるいは応用することで、さらなる発展と新しい視点を獲得してきたと言える。そのため、ときに個の「学」としての堅牢さが不十分であるとか、学問のアイデンティティーが未完成であるとかという指摘を受けることがある。例えば、哲学教育や心理学教育といった教育体系は成立し得るが、教育学に関する教育体系としての教育学教育や、あるいは教育学に関する教育を学問的に考究する教育学教育学などのような学問の成立にまでは至っていない。
一方、このアイデンティティーが未完成な状態の中にこそ、教育学の特質を見いだそうとする捉え方もある。教育学では、教育という媒介項を基に学際的知見を成立させることも可能である。このような学際性こそが教育学の特徴的な個性であり、教育の現象を論じるためには不可欠な態度であるとも言える。古来より、どのような社会にも教育は不可欠であり、教育に関する専門的知見は常に必要となる。その限りで教育学は不滅の学問である。もっとも、不滅の学問として単に学問的な伝統を維持することが重要なのではなく、必要に応えるべく高度な知的生産や探求の継続が求められる。
また、教授学、教材論、教育課程論などのような主題的な分野においては、「教育学における共通事項」というようなものが見られると言われることがある。

## 教育学の研究課題
教育学の研究課題には、次のようなものが含まれる。
- 教育という活動及びそれに関連する学び・学習などの行為。
- 教育の対象たる人間のあり方、またその心理や行動。
- 教育に関わる価値理念・概念。
- 教育に関わる社会環境、社会制度（教育制度）、法令（教育法）・政策（教育政策）。
- 教育に用いられる施設（教育施設）や用具。
- 教育する側の人間（親・教師など）。
- 教育の技法（教授法）。
- 教育に関わる以上の歴史（教育史）。
- 教育学そのもの目的・方法・歴史（教育学方法論・教育研究法・教育学史）。

## 教育学の歴史
古代、中世においては、しつけや何かの知識、例えばラテン語の教え方のようなものを表していたが、宗教改革期に教育学者コメニウスによって、初めて近代的な教育学のひな型が作られた。コメニウスの『大教授学』は、世界最初の体系的教育学概論書といわれている。『大教授学』は、すべての人に教育を届けるためラテン語に翻訳され、子供向けの教科書『世界図絵』という世界で最初の絵入り学習百科事典が付されていた。
近代の教育学は、18世紀以降のルソーやペスタロッチらによる教育論の展開を起点とすることがある。近代の日本における教育学は欧米の教育学の輸入として始まり、日本で初めて本格的に教育学を論じた書は、後に東京高等師範学校長となる伊沢修二の『教育学』（1882年）であった。

## 教育学の各分野

### 基礎・理論
| - 教育心理学（心理学系） - 教育哲学（哲学系） - 教育史学（歴史学系） - 教育人間学（人間学系） - 教育思想（思想論系） | - 教育社会学（社会学系） - 比較教育学（国際学系） - 国際教育学（国際学系） - 教育法学（法学・行政学系） - 教育制度論（行政学・社会学系） | - 教育行政学（行政学・政治学系） - 教育経済学（経済学系） - 教育財政論（財政学系） - 教育人類学（人類学系） - 生涯学習論（学習学系） |

### 方法・技術
| - 教授学 - 教材論 - 教育方法学 | - 教育課程論 - 教育評価論（心理学系） - 教育工学（技術系） | - 教育メディア学（メディア学系） - 教育情報学（情報学系） |

### 現場・実践
| - 教育実践学 - 臨床教育学 - 教育相談論（心理学系） - 学校教育論 | - 教育経営学（経営学系） - 学校経営学（経営学系） - 教師教育学 - 教員養成論 | - 学校心理学（心理学系） - 教育医学（医学系） |

### 教科教育学
| - 国語科教育学 - 書写教育学 - 数学科教育学 - 算数科教育学 - 生活科教育学 - 社会科教育学 - 公民科教育学 - 地理歴史科教育学 - 地理科教育学 - 歴史科教育学 - 理科教育学 - 物理科教育学 - 化学科教育学 - 生物科教育学 - 地学科教育学 | - 外国語科教育学 - 英語科教育学 - ドイツ語科教育学 - フランス語科教育学 - 中国語科教育学 - 韓国語科教育学 - 保健体育科教育学 - 保健科教育学 - 体育科教育学 - 芸術科教育学 - 音楽科教育学 - 器楽合奏教育学 - 図画工作科教育学 - 美術科教育学 - 工芸科教育学 - 書道科教育学 | - 技術科教育学 - 家庭科教育学 - 情報科教育学 - 農業科教育学 - 工業科教育学 - 商業科教育学 - 水産科教育学 - 看護科教育学 - 福祉科教育学 - 宗教科教育学 - 道徳教育学 - 特別活動教育学 - 自立教科教育学 - 自立活動教育学 |

### 教育段階別等
| - 幼児教育学（就学前教育） - 初等教育論 | - 中等教育論 - 高等教育論 | - 特別支援教育学 |

### 個別領域
| - 技術教育学 - 産業教育学 - 科学教育論（自然科学系） - 医学教育論（医学系） | - 言語教育学（言語学系） - 音楽教育学（音楽学系） - 環境教育論（環境学系） - 情報教育論（情報学系） | - 道徳教育論（倫理学系） - 人権教育論（法社会学系） - 国際理解教育論（開発学系） |

### 社会教育
| - 社会教育学 - 公民館学 - 博物館学 | - 博物館情報学 - 図書館学 - 図書館情報学 | - キャリア教育学 - 職業教育論 |

### 家庭教育
| - 家庭教育学 | - 保育学 |  |